# Bullaserpens bignoniacearum
Bullaserpens bignoniacearum är en svampart som beskrevs av Bat., J.L. Bezerra & Cavalc. 1965. Bullaserpens bignoniacearum ingår i släktet Bullaserpens, divisionen sporsäcksvampar och riket svampar.   Inga underarter finns listade i Catalogue of Life.